# Sentimental Journey (Ringo Starr)
Sentimental Journey è il primo album solista di Ringo Starr, pubblicato nel 1970. L'album è costituito da cover di vecchi standard risalenti agli anni quaranta e cinquanta. Sebbene Starr sia stato il terzo membro dei Beatles a pubblicare un proprio lavoro solista (dopo George Harrison e John Lennon), Sentimental Journey viene ricordato per essere il primo album di musica non sperimentale pubblicato da un membro della band. Il debutto solista di Paul McCartney, McCartney, uscì tre settimane dopo la pubblicazione di Sentimental Journey.

## Registrazione
Le sedute di registrazione per l'album, iniziarono nell'ottobre del 1969. Starr si avvalse dei servigi del produttore dei Beatles George Martin per il suo debutto da solista. L'idea tematica che Ringo aveva in mente per il disco, era quella di registrare un album di vecchi classici, che contenesse le canzoni preferite dai suoi genitori, arrivando anche al punto di chiedere loro e ad altri membri della sua famiglia, quali avrebbero preferito. In aggiunta, ogni singola canzone del disco avrebbe dovuto essere prodotta da un produttore differente, cominciando da Martin stesso, per poi coinvolgere Paul McCartney, Maurice Gibb, Quincy Jones e il vecchio amico dei tempi di Amburgo (e bassista dei Manfred Mann) Klaus Voormann, tra gli altri. Sebbene composta durante queste sessioni, la nuova composizione originale di Starr, la canzone It Don't Come Easy, sarebbe stata pubblicata su singolo solo nel 1971. La registrazione dell'album venne completata nel marzo 1970, e Sentimental Journey venne pubblicato in fretta e furia dopo solo due settimane per non scontrarsi in classifica con l'ultimo album dei Beatles Let It Be e McCartney.
L'album è stato ristampato su CD nel 1995, senza tracce bonus.

## Copertina

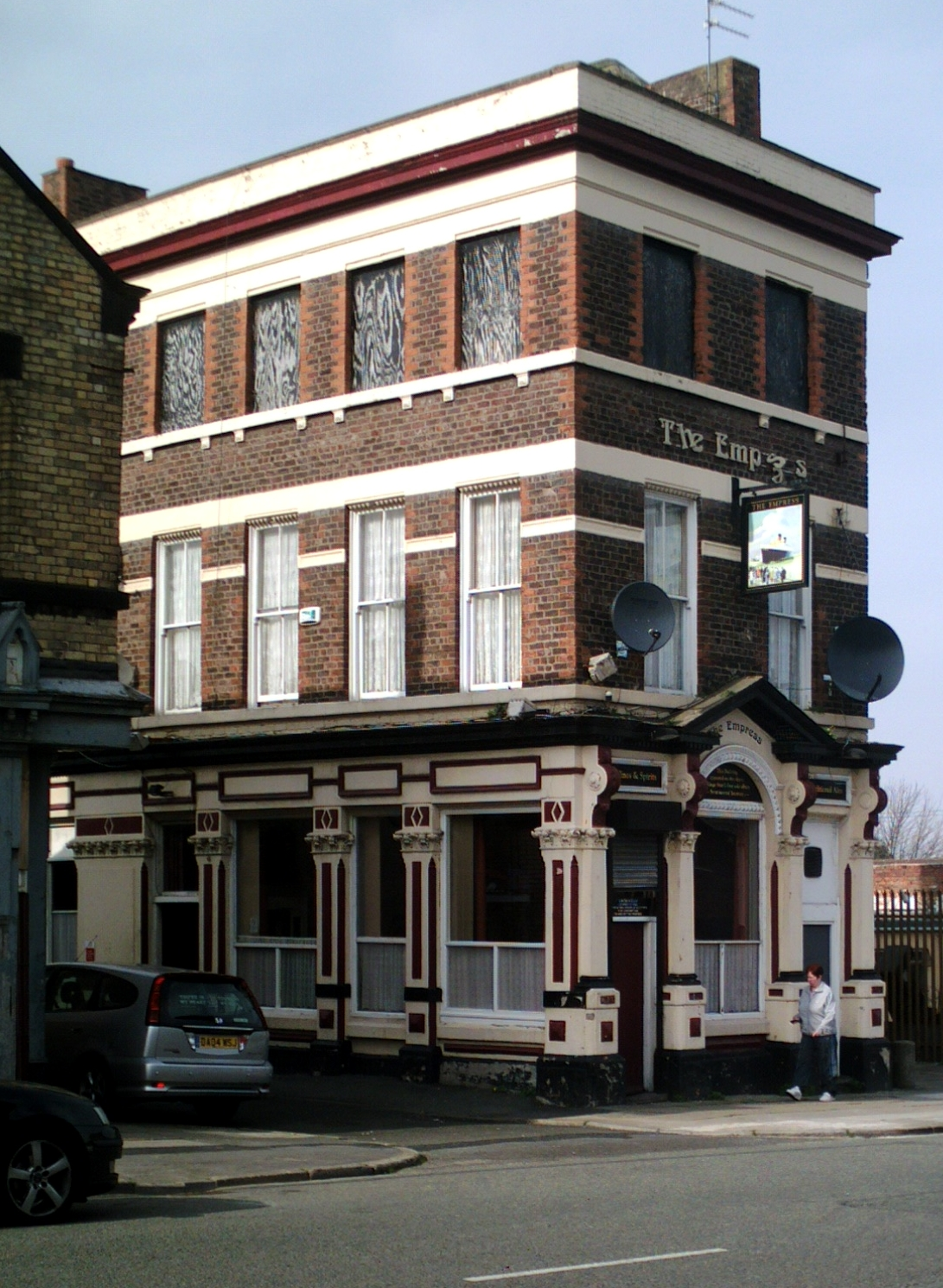
The Empress, il pub immortalato nella copertina di Sentimental Journey

Il pub che troneggia in copertina è il "The Empress in Dingle" a Liverpool, situato molto vicino alla casa natale di Ringo. Le figure che si intravedono attraverso le finestre dell'edificio, sono parenti vari di Ringo.

## Accoglienza
Non ottenne buone recensioni, ma sull'onda del clamore dello scioglimento dei Beatles, vendette bene, raggiungendo la 7ª posizione in Gran Bretagna e la 22ª negli Stati Uniti. Dall'album non fu estratto alcun singolo.

## Tracce
Lato A
1. Sentimental Journey (Arrangiamento di: Richard Perry) – 3:27 (Bud Green, Ben Homer, Les Brown)
2. Night and Day (Arrangiamento di: Chico O'Farrill) – 2:24 (Cole Porter)
3. Whispering Grass (Don't Tell the Trees) (Arrangiamento di: Ron Goodwin) – 2:35 (Fred Fisher, Doris Fisher)
4. Bye Bye Blackbird (Arrangiamento di: Maurice Gibb) – 2:11 (Mort Dixon, Ray Henderson)
5. I'm a Fool to Care (Arrangiamento di: Klaus Voormann) – 2:39 (Ted Daffan)
6. Stardust (Arrangiamento di: Paul McCartney) – 3:17 (Mitchell Parish, Hoagy Carmichael)

Lato B
1. Blue Turning Grey over You (Arrangiamento di: Oliver Nelson) – 3:19 (Andy Razaf, Thomas Waller)
2. Love Is a Many Splendoured Thing (Arrangiamento di: Quincy Jones) – 3:06 (Paul Francis Webster, Sammy Fain)
3. Dream (Arrangiamento di: George Martin) – 2:41 (Johnny Mercer)
4. You Always Hurt the One You Love (Arrangiamento di: John Dankworth) – 2:19 (Allan Roberts, Doris Fisher)
5. Have I Told You Lately That I Love You? (Arrangiamento di: Elmer Bernstein) – 2:43 (Scott Wiseman)
6. Let the Rest of the World Go By (Arrangiamento di: Les Reed) – 2:54 (Ernest R. Ball, J. Keirn Brennan)

## Formazione
- Ringo Starr: voce
- Tutti gli strumenti sono suonati dall'orchestra di George Martin.